# Escritório virtual
Escritório virtual é um serviço para empresas, profissionais e empreendedores que inclui basicamente o atendimento telefônico, transferência de chamados e um endereço físico e fiscal. 
O serviço é complementado em alguns casos com a disponibilidade de estações de trabalho para coworking, salas de reunião e até auditórios para serem usados nos momentos em que o usuário o solicite.
Esta modalidade de trabalho onde a empresa terceiriza certas atividades, permite a empresários e colaboradores trabalhar em qualquer lugar usando meios tecnológicos como celular e internet.
Contratando um escritório virtual, pequenas empresas e empreendedores obtêm, por um preço acessível, um atendimento telefônico profissional, e um endereço de prestígio.
O serviço também é usado por grandes empresas para realizar atividades em cidades onde não dispõem de escritórios.

## História
A aparição do escritório virtual é possibilitada pela convergência do avanço da telefonia móvel e o desenvolvimento da tecnologia da informação, especialmente os computadores portáteis e a internet. Dentro desse contexto, o escritório virtual pode ser entendido como uma evolução dos grandes escritórios centralizados da Revolução Industrial para o modelo pós-industrial, com equipes descentralizadas, reunidas em ambientes menores e  próximos de suas residências.
O nome Escritório Virtual foi popularizado nos Estados Unidos e Europa (virtual offices). A palavra virtual foi usada para com intuito de enfatizar que a infra-estrutura está “fora” da empresa que a utiliza. Embora existam outros nomes para designar o negócio, como escritórios inteligentes ou centros de negócios, a denominação escritório virtual se tornou referência para esse segmento de prestação de serviços.
O termo foi usado pela primeira vez em 1983 na revista de uma companhia aérea sobre computação portátil.
O conceito é uma evolução do aluguel de escritórios. No entanto, a inflexibilidade  de alugar ou montar um escritório completo não funciona para muitos modelos de negócios; especialmente naqueles onde os empregados estão se deslocando continuamente ou podem trabalhar desde sua casa.
A primeira aplicação comercial de um escritório virtual ocorreu em 1994, quando Ralph Gregory fundou "A Virtual Office, Inc", na cidade de Boulder, Colorado. Esta empresa expandiu-se na América do Norte e agora é conhecida como "Intelligent Office".

### No mercado brasileiro
No Brasil, as primeiras referências são de 1994 quando, após a abertura de mercado, várias empresas multinacionais, regressaram para avaliar novos investimentos no Brasil e com isso necessitavam de estruturas mais flexíveis, trazendo algumas empresas internacionais para prestar este tipo de serviço.
A ANCEV - Associação Brasileira de Coworking e Escritórios Virtuais é uma entidade que congrega e regulamenta o seguimento de Escritórios Virtuais e Coworking's, beneficiando os empreendedores e seus clientes, desde profissionais liberais a empresas de pequeno, médio e grande porte. Para conhecer mais acesse www.ancev.org. 

### Novos mercados
Logo que o segmento foi ficando conhecido, em meados de 1995, alguns empreendedores pioneiros resolveram copiá-lo, mas dirigido a usuários com empresas de pequeno e médio porte. Menos estruturados, mas com quase a totalidade de serviços dos grandes escritórios internacionais, surgiram algumas unidades nas principais cidades brasileiras, que logo interagiram e criaram em 1996, uma Associação para a categoria.
Com o sucesso do segmento e o apoio da Associação, esses escritórios se multiplicaram pelo país, indicando hoje pelas pesquisas, serem mais de 400, dos quais em torno de oitenta são associados. Atualmente grande parte destes escritórios já possuem múltiplas unidades e prestam serviços não só às pequenas e médias, mas tambéms às grandes empresas, muitas destas internacionais e dos mais diversos segmentos.

## Serviços

### Atendimento de chamados
Opera a partir de um local centralizado com a finalidade de receber um grande volume de chamados telefônicos. 
Se tomam os recados e se transmitem via telefone ou email para o contratante do serviço.

### Transferência de ligações
Se transfere a chamada para o contratante do serviço, não existe participação dos atendentes do escritório virtual.
A grande vantagem é o contato permanente do contratante com seus clientes. 
A desvantagem é os clientes se acostumarem a ter seu fornecedor de serviços ou mercadorias sempre disponível.

### Voicemail
Correio de Voz é uma tecnologia de baixo custo que armazena mensagens de voz via eletrônica, mas usado em atendimento ao cliente tem sérias limitações.
Para muitos clientes a caixa postal se tornou sinônimo de frustração.
Estudos também mostram que até 75% das pessoas simplesmente desligam quando sua chamada é atendida por uma máquina.

### Endereço profissional
Um edifício de prestígio para ser usado como endereço comercial. 
Um endereço profissional libera ao pequeno empresário de preocupações sobre privacidade e segurança pessoal inerentes a um negócio baseado na casa.
No caso de empresas grandes, podem contratar o serviço para se expandir para novos mercados, utilizando uma empresa de escritório virtual com vários locais em distintas cidades ou países.

### Endereço postal
A diferença das caixas postais, o endereço físico nas áreas que são centros comerciais ou financeiros transmite sempre uma imagem de confiança aos clientes.

### Recepcionista
Recepcionistas no endereço do escritório virtual podem receber e assinar a recepção de cartas, documentos e encomendas. Também cumprem a função de receber e orientar a participantes de reuniões programadas pelo contratante do serviço.

### Salas de reunião
A disponibilidade sob demanda de salas ou escritórios para reuniões e em alguns casos auditórios para eventos com dezenas de participantes.

### Serviços no local do escritório virtual
O escritório virtual oferece para aqueles que usam eventualmente suas instalações o serviço completo de um escritório corporativo, internet banda larga, fax, copiadora, impressora, recursos avançados de telefonia, teleconferência, videoconferência, sala de espera e quitinete.

### Coworking
Co-trabalho ou coworking, significado original em inglês, é basicamente um novo modelo de escritório criado por um americano programador de sistema chamado Brad Neuberg em 2005 ao dividir seu apartamento com outros amigos para trabalharem. No Brasil muitos denominam  Escritório Virtual.
Desde então esse sistema vem evoluindo e sendo adotado com uma estrutura mais adequada em várias partes do mundo.
O Coworking é uma solução sob medida para profissionais que procuram um lugar para trabalhar, começar ou continuar suas atividades, sem as tentações de um home office e sem os custos e problemas ocasionados pela manutenção de um escritório com boa localização e estrutura básica.

## Como montar um escritório virtual
Para montar um escritório virtual, você irá precisa fazer um planejamento que leve em consideração:
- Localização
  - A localização é muito importante pois seus cliente não irão querer ter um escritório em uma localização ruim.
  - Leve em consideração lugares importantes da cidade e de renome
  - Mas leve  consideração o ACESSO, pois independente do renome da localização o “acesso” tanto para eles como para o clientes de seus clientes, será importante saber se é fácil estacionar, chegar ou visualizar o local.
- Ambiente
  - Considere a arquitetura um grande chamariz para seus clientes, principalmente a recepção.
  - Prefira móveis de madeira, mas outras ideias são bem vindas.
  - Sempre considere os padrões de ergonomia
- Equipamentos e Mobília
  - Você precisará de um sistema de telefonia com PABX, central telefônica e tarifação é essencial tudo ser compatível com a tecnologia VoIP sem ela você terá seus custos elevados e uma restrição nas possibilidades de serviços
  - Escolhas móveis de ótima qualidade, o volume de uso por pessoas de todos os tipos e tamanhos, além de ser intenso.
- Sistema de gestão
  - É de extrema importância um sistema que lhe permita ter o controle de tudo, equipe, telefonia, salas, contratos etc.
  - Escolher um sistema que não automatiza e integra com, bancos, telefonia, salas, tarifação, atendimento acaba sendo um mal negócio pois como um negócio de Escritório Virtual é um serviço para muitos outros escritórios deixar de automatizar qualquer parte, se torna uma bola de neve o dia-a-dia.
  - Atualmente existem apenas dois softwares homologados pela ANCEV, são eles o "Conexa" e "MAIIA".
- Recurso Humano
  - Escolha pessoas com humor, e com capacidade de contornar situações, pois a variedade de tipo de pessoas que seus funcionários irão tratar é bastante, desde de pessoas mais burocráticas a outras que não ligam para quase nada burocrático e querem tudo agilizado.[12]